# 皇室喪儀令
皇室喪儀令（こうしつそうぎれい、大正15年10月21日皇室令第11号）は、1926年（大正15年）に公布された皇室の喪儀に関する法令である。皇室令及附属法令廃止ノ件（昭和22年5月2日皇室令第12号）により、1947年（昭和22年）5月2日限りで廃止された。

## 経緯
大正天皇崩御の際の、「大喪儀」を規定するものとして制定された。